# Žabka (rod)
Žabka (Discoglossus) je rod žab z čeledi pestrankovitých. Je známo pouze šest recentních druhů, které žijí na jihu Evropy a v severozápadní Africe.

## Přehled druhů
V současnosti se do rodu Discoglossus řadí následující druhy:
- Discoglossus galganoi Capula, Nascetti, Lanza, Bullini & Crespo, 1985 – diskoglosus portugalský
- Discoglossus jeanneae Busack, 1986 – diskoglosus španělský
- Discoglossus montalentii Lanza, Nascetti, Capula & Bullini, 1984 – žabka korsická
- Discoglossus pictus Otth, 1837 – žabka pestrá
- Discoglossus sardus Tschudi, 1837 – žabka sardinská
- Discoglossus scovazzi Camerano, 1878.

Dříve sem byl řazen i druh:
- Discoglossus nigriventer Mendelssohn & Steinitz, 1943 – žabka černobřichá,

po zpřesnění popisu nyní náležící (jakožto Latonia nigriventer) do příbuzného rodu Latonia.